# 北秀愛
北 秀愛（きた ひでちか）は、戦国時代から安土桃山時代にかけての武将。通称は主馬。南部氏の家臣。

## 生涯
北信愛の子として誕生。兄に愛一、弟に直継、愛邦、愛久がいる。妻は南部晴政の五女。
2000石を領した。天正18年（1590年）の九戸政実の乱では、一戸城が九戸方についたことをいち早く南部方へ報告し、一戸で篭城して援軍を待った。この最中に流れ弾により負傷し、戦死したとの虚偽の流言を行ったという（『岩手県史』）。ただし『一戸町誌 下』では生存したか不詳と疑問を呈している。九戸合戦、篭城の功で花巻城代に就任、加増され8000石を領する（この際、名を直愛と改名している）。慶長3年（1598年）に鉄砲傷が悪化し死亡する（『岩手県史』）。ただし、『岩手県史 第3巻』の北氏系図では、寛永20年死去とある（『岩手県史』の本文は慶長3年没とみなす）。
秀愛の死後、花巻城代は父・信愛が継いだが、信愛の死により花巻城代の北氏は断絶した。なお秀愛の名跡は、兄の愛一が独自の所領を持っていたため、弟の直継が2000石で相続した（『岩手県史』）。

## 檜山御前
秀愛の主君・南部信直が出羽の安東愛季と講和を結んだ際、娘を愛季の弟・忠次郎秀隆へ嫁がせた。しかし、秀隆が天正15年（1587年）に病死し子供もなかったため実家の三戸へ戻され、檜山御前と称されて元和六年（1621年）まで生きた。「奥南落穂集」によれば、この女性は信直の娘ではなく、実は秀愛の娘であったという。